# Сандвикен (клуб по хоккею с мячом)
«Са́ндвикен» (швед. Sandvikens AIK Bandy) — шведский спортивный клуб из Сандвикена. Он известен прежде всего своими успехами в хоккее с мячом, но в клубе также играют в футбол и хоккей с шайбой.

## История
Спортивный клуб Сандвикена был основан 16 марта 1901 года. Секция хоккея с мячом была создана во второй половине 1922 года.
Первую игру в высшем дивизионе (Дивизион 1) «Сандвикен» провел в 1945 году. В том же году он завоевал свои первые золотые медали шведского чемпионата. В следующем 1946 году «Сандвикен» отстоял свой титул. Однако, затем наступил спад, и после 1950 года в следующий раз «Сандвикен» пробился в финал чемпионата только в 1971 году.
Новый период расцвета клуба пришёлся на 1980-е и 1990-е годы, хотя и в 1970-е «Сандвикен» был очень сильной командой. Именно в этот период в «Сандвикене» раскрылся талант Ларса Олссона, который становился лучшим бомбардиром чемпионата Швеции 1972, 1976, 1977, 1978 и 1980 годов. В 1974 году «Сандвикен» стал обладателем Кубка Мира.
Во второй половине 1980-х и начале 1990-х годов шведский клуб никак не мог добиться каких-либо значительных успехов, хотя команда подобралась очень хорошая. В эти годы «Сандвикен» много раз играл в четвертьфинале, а в 1986 и 1990 году и в финале плей-офф чемпионата Швеции, но завоевать титул чемпиона так и не смог. О «Сандвикене» стали говорить как об «очень сильной команде, которая никогда ничего не выигрывает». В 1997 году «Сандвикен» выиграл национальный чемпионат, а через несколько месяцев и Кубок европейских чемпионов.
В 2000-е годы «Сандвикен» трижды становился чемпионом Швеции. Международные клубные турниры проходили под знаком противостояния «Сандвикена» и архангельского «Водника».
Кроме мужской команды, в «Сандвикене» есть и женская, которая трижды выигрывала Кубок мира среди женских команд.

## Достижения

### Мужчины
- Чемпион Швеции: 9

- 1945, 1946, 1996/97, 1999/00, 2001/02, 2002/03, 2010/11, 2011/12, 2013/14

- Вице-чемпион Швеции: 14

- 1940, 1941, 1950, 1970/71, 1976/77, 1979/80, 1989/90, 1995/96, 1997/98, 2004/05, 2007/08, 2012/13, 2014/15, 2017/18

- Обладатель Кубка Швеции: 6

- 2006, 2009, 2010, 2011, 2012, 2017

- Финалист Кубка Швеции: 3

- 2005, 2007, 2016

- Обладатель Кубка мира: 3

- 1974, 2002, 2017

- Финалист Кубка мира: 11

- 1975, 1989, 1991, 1992, 1994, 2001, 2003, 2004, 2011, 2015, 2018

- Обладатель Кубка европейских чемпионов: 2

- 1997, 2000

- Финалист Кубка европейских чемпионов: 2

- 2002, 2003

- Обладатель Кубка чемпионов Эдсбюна: 1

- 2005

### Женщины
- Чемпион Швеции: 3

- 1992/93, 2006/07, 2012/13

- Вице-чемпион Швеции: 5

- 1988/89, 1990/91, 1991/92, 2002/03, 2011/12

- Победитель Кубка мира: 3

- 2005, 2006, 2007

## Известные игроки
- Ринат Шамсутов
- Михаил Свешников
- Магнус Мюрен (также играл за «Зоркий», московское «Динамо» и «Ракету»)
- Патрик Нильссон
- Даниэль Моссберг